# Max Mosley
Maximilian Rufus Mosley (Londres, 13 de abril de 1940 — 23 de maio de 2021) foi um dirigente esportivo que serviu como presidente da Federação Internacional de Automobilismo entre 1993 e 2009.
Formado como Barrister (uma das categorias de advogados que existem na Inglaterra) e esportista amador de corrida de veículos automotores, foi fundador e co-proprietário da March Engineering, uma empresa de construção de carros de corrida que manteve uma equipe na Fórmula 1 nas décadas de 1970 e de 1980 e início da década de 1990. Administrou os aspectos legais e comerciais da empresa nos anos de 1969 a 1977. No final da década de 1970 Mosley se tornou o conselheiro jurídico oficial da Formula One Constructors Association (FOCA). Nesse trabalho lançou a primeira versão do Concorde Agreement, um contrato entre a FOCA e a FISA, que firmava termos de consenso nas longas disputas entre as duas entidades. Mosley foi eleito presidente da Fédération Internationale du Sport Automobile (FISA) em 1991, tornando-se presidente da FIA em 1993. Entre as principais realizações como presidente da FIA destaca-se a aprovação do European New Car Assessment Programme (NCAP ou Endcap), um programa que visou a melhoria de segurança dos veículos europeus. Também atuou na melhoria da segurança e no uso de tecnologias mais ecológicas nos esportes automobilísticos.

## Biografia
O pai de Max Mosley foi Sir Oswald Mosley, um oficial do exército e político fascista do Reino Unido, que entre 1918 e 1931 representou os partidos Conservador, Trabalhista e também atuou como candidato independente no âmbito do Parlamento Britânico. Na década de 1930, Sir Oswald criou seu próprio partido, denominado "União Britânica de Fascistas". A primeira esposa de Sir Oswald morrera em 1933, e em 1936 Sir Oswald casou-se com Diana Mitford numa cerimônia onde estavam presentes Joseph Goebbels e Adolf Hitler. Max nasceu fruto desta união em Londres, no início da Segunda Guerra Mundial.
Durante a Segunda Guerra Mundial as simpatias de Sir Oswald entre os políticos nazifascistas levaram-no a ser detido pelas autoridades britânicas em maio de 1940, ao passo que sua esposa Diana foi detida um mês depois - criando um episódio onde os filhos Max e Alexander foram separados de seus pais. Entretanto em dezembro de 1940 o primeiro ministro Winston Churchill solicitou que a Secretaria da Família (Home Secretary) garantisse que Diana pudesse ver seus filhos com regularidade. Sir Oswald e Diana Mosley seriam libertados da prisão de HMP Holloway em 16 de novembro de 1943, gerando protestos públicos generalizados. Seus filhos eram recusados em várias escolas, sob alegações que combinavam o comportamento das crianças com a reputação de seus pais - o que forçou a família a educá-los em casa. Os Mosley mudaram-se frequentemente para várias cidades da Inglaterra durante este período para evitar a perseguição política.
Max Mosley foi inicialmente educado na França, e aos 13 anos mudou-se para Stein an der Traun na Alemanha, onde residiu por dois anos, mas ainda hoje fala alemão fluentemente. No seu retorno para a Inglaterra estudou na escola de Millfield e mais tarde ingressou na Universidade de Christ Church, Oxford, onde se graduou em física no ano de 1961. Max estudou advocacia na Gray's Inn em Londres, especializando-se em patentes e marcas, obtendo o título de barrister in 1964. A Universidade de Northumbria lhe concedeu o título de Doutor Honorário em Leis Civis em 2005.
Durante a sua adolescência e juventude, Max integrou o partido político de seu pai criado no período pós-guerra, o Union Movement. Mosley diz que a associação do seu sobrenome com o fascismo desmotivou-o a desenvolver o interesse pela política, embora tenha atuado brevemente no Partido Conservador no início de 1980.
Em 2020, a vida do dirigente da Fórmula 1 foi o tema de um documentário biográfico dirigido por Michael Shevloff intitulado "Mosley". No dia 23 de maio de 2021, aos 81 anos de idade, Max Rufus Mosley faleceu em decorrência de um câncer.

## Carreira
O britânico era um dos donos da equipe March - além de ter tido participação na consolidação da associação das equipes (Foca), quando desenvolveu relação próxima de Bernie Ecclestone.
Junto a Ecclestone, Max foi o artífice do primeiro Pacto de Concórdia, documento que passou a reger os aspectos comerciais da categoria junto à Federação Internacional de Automobilismo. Em 1982, o inglês se afastou do automobilismo para voltar à política, mas retornou às corridas quatro anos depois, como presidente da comissão de fabricantes da Fisa, braço esportivo da FIA.
Depois do controverso acidente provocado por Alain Prost com Ayrton Senna no GP do Japão de 1989, Mosley viu a oportunidade de crescer ainda mais. Criticando duramente o presidente da FIA (e da Fisa), Jean-Marie Balestre, pela sua atuação no episódio, favorecendo o compatriota Prost, Mosley se candidatou ao comando do braço esportivo em 1991 e venceu. Dois anos depois, trabalhou para Balestre renunciar em seu favor no comando geral da FIA, e conseguiu. O britânico foi eleito presidente da FIA em 1993, sucedendo Jean-Marie Balestre. Sua jornada no posto mais alto do automobilismo foi longa, mas não necessariamente calma. Max agiu nos bastidores ao lado de Ecclestone para manter a Fórmula 1 unida e forte em tempos de ameaça da CART nos Estados Unidos.
Mosley enfrentou um momento difícil logo em 1994, com os acidentes fatais de Roland Ratzenberger e Ayrton Senna. Adotou medidas de segurança emergenciais e implementou padrões ainda mais rígidos nos autódromos e carros. Esse é considerado pelos críticos seu grande legado no automobilismo, pois apenas em 2014 a F1 teve outra fatalidade, com Jules Bianchi. Por outro lado, os detratores dessa política de Mosley disseram que as pistas da Fórmula 1 ficaram artificiais demais.
Nos anos seguintes, a atuação de Mosley passaria a ser muito criticada pelo fato de ele ter permitido que Bernie Ecclestone assumisse toda a parte comercial da Fórmula 1. Chefe da McLaren, Ron Dennis sempre foi um dos grandes inimigos de Max e criticava para quem pudesse ouvir a proximidade de relação entre Mosley e Bernie. Apesar disso, com os votos das federações nacionais, Max continuava se reelegendo à presidência da FIA.
A última década de Max na Fórmula 1 foi ainda mais tensa. O inglês publicamente defendia que a categoria tivesse como principal papel o desenvolvimento de tecnologias para carros de rua. Além disso, Mosley queria uma redução severa dos orçamentos das equipes. Estas, com grande participação de montadoras como BMW, Toyota, Mercedes e Honda, fundaram uma nova associação de equipes (Fota) e partiram para o confronto por julgarem que as posições de Mosley eram autoritárias.

## Escândalo
Apesar de ter sempre evitado comentar o posicionamento político de seu pai, no dia 30 de março de 2008 o dirigente foi alvo de uma reportagem publicada no tabloide inglês News of the World. O jornal divulgou vídeos e fotos de Mosley envolvido no que a imprensa britânica classificou como "orgia sadomasoquista nazista". Além do dirigente, as cenas - filmadas no bairro de Chelsea, em Londres - mostram cinco mulheres, todas prostitutas contratadas por Mosley, fazendo supostas referências nazistas. O inglês exerce, em trechos do vídeo, o papel de "comandante", torturando as mulheres, vestidas como prisioneiras.
As cenas repercutiram em todo o mundo e causaram reação imediata. Na terça-feira, dia 2 abril, Mosley divulgou uma carta em que assumia ter feito parte da orgia e pedindo desculpas pelo constrangimento. O dirigente, que estava com viagem marcada para o Bahrein, onde acompanharia a terceira etapa do Mundial de Fórmula 1 de 2008, cancelou a viagem. De acordo com a imprensa britânica, o (xeque) sheik do país do Oriente Médio mandou uma carta a Mosley sugerindo que ele não aparecesse na pista de Sakhir.
A Federação Internacional de Automobilismo foi convocada, em sessão extraordinária, para discutir o caso.

### Reações das equipes
As primeiras reações em contrário à permanência de Max Mosley na Fórmula 1 foram dadas através de notas oficiais à imprensa pelas empresas que fornecem motores à Fórmula 1:
- BMW (escuderia própria) e Mercedes-Benz (McLaren) emitiram nota conjunta: "O conteúdo da publicação é vergonhoso", diz o comunicado. "Este incidente envolve Max Mosley tanto no plano pessoal quanto como presidente da FIA. As conseqüências se estendem além do automobilismo. Esperamos uma resposta da FIA".[10]
- A Toyota (escuderia própria e Williams) também foi incisiva: "A Toyota desaprova qualquer comportamento que possa prejudicar a imagem da F-1, em especial quando pode ser entendido como racista ou anti-semita".[10]
- A Honda (escuderia própria e Super Aguri) também criticou duramente o episódio: "É necessário que figuras-chave no esporte e nos negócios mantenham os melhores níveis de conduta, para cumprirem seus papéis com integridade e respeito. A equipe Honda está extremamente decepcionada pelos eventos recentes envolvendo o sr. Mosley e estamos preocupados porque a reputação da F-1 e de todos os seus participantes está sendo prejudicada".[10]

As escuderias Williams, Renault, Ferrari, Red Bull e Force India aparentemente não se manifestaram publicamente sobre o escândalo envolvendo Max Mosley.
Entre outros fabricantes de motores, a Porsche e a Volkswagen, que supostamente teriam planos para a Fórmula 1, as declarações foram as seguintes:
- "300 milhões de euros por ano -- isso é queimar dinheiro" (Ferdinand Piech, presidente da Volkswagen) e;
- "E depois do caso de Max Mosley com as mulheres, não seria muito agradável se envolver (na Fórmula 1) agora" (Wolfgang Porsche, da Porsche).[11]

### Reações das federações de automobilismo
Entre as federações de automobilismo, as associações de automobilismo da Nova Zelândia e Canadá pediram a renúncia do presidente da FIA.

### Reações dos pilotos
Entre os pilotos, Nico Rosberg da Williams foi o primeiro a criticar a atitude de Max Mosley. Os ex-piloto Niki Lauda, Jackie Stewart e Jody Scheckter também manifestaram-se incisivamente contra a permanência do atual presidente da FIA.

### Reações diversas
As poucas reações diversas do discurso de renúncia foram  manifestadas pela Federação Automobilística dos Emirados Árabes Unidos e pelo convite realizado pelo príncipe Feisal Al-Hussein para comparecer ao Rali da Jordânia.

### Desfecho
As acusações que a orgia, base do escândalo, era de temática nazista sempre foi rechaçada por Mosley. O caso passou a tomar outro desfecho a partir da revelação de que a pessoa que filmou a orgia, uma das cinco prostitutas contratadas para participar do ato, era casada com um agente do serviço secreto MI5 da Inglaterra (fato que inclusive ocasionou a demissão deste agente). Mosley moveu e ganhou a ação contra o tabloide News of the World. Os argumentos de que a orgia não era de temática nazista e de que não havia relevância pública para publicar as imagens obtidas através da invasão da privacidade foram acatados pela justiça inglesa que condenou o tabloide a pagar indenização.